# Amrum (película)
Amrum es una próxima película alemana de drama histórico dirigida por Fatih Akin y coescrita por Akin y Hark Bohm, basada en la infancia de Bohm en la isla alemana de Amrum.
La película se estrenará mundialmente en la sección Estreno en Cannes del Festival Internacional de Cine de Cannes de 2025, en mayo de 2025, y posteriormente Warner Bros. Pictures la estrenará en cines en Alemania en septiembre.

## Reparto
- Jasper Billerbeck como Nanning
- Kian Köppke como Hermann
- Laura Tonke como Hille Hagener
- Diane Kruger como Tessa Bendixen
- Lisa Hagmeister como la Tía Ena
- Detlev Buck como Sam Gangsters
- Matthias Schweighöfer como el Tío Theo
- Lars Jessen como el Abuelo Arjan

## Producción
La película se anunció por primera vez en 2022 y se basa en los recuerdos de infancia del director y guionista alemán Hark Bohm, amigo desde hace tiempo del director Fatih Akin. Está producida por Bombero International y Warner Bros. Film Productions Germany, en coproducción con Rialto Film. Bohm había planeado inicialmente dirigir él mismo la película antes de ceder la dirección a Akin, coautor del guion.
El reparto está encabezado por los actores infantiles Jasper Billerbeck y Kian Köppke, e incluye también a Laura Tonke, Diane Kruger, Lisa Hagmeister, Detlev Buck, Matthias Schweighöfer y Lars Jessen.
La fotografía principal tuvo lugar en Hamburgo, Alemania, así como en Dinamarca y la isla de Amrum, y comenzó en abril de 2024.

## Estreno
La película se estrenará en los cines alemanes en septiembre de 2025, distribuida por Warner Bros. Pictures.